# لیانگ فولیانگ
لیانگ فولیانگ (به انگلیسی: Liang Fuliang) ژیمناست زادهٔ ۱۲ ژانویهٔ ۱۹۸۳ میلادی اهل کشور چین است.